# グリーンセイバー
グリーンセイバーとは、植物や自然環境、生態系に関する正確かつ幅広いな知識を身に付け、自然環境及び生態系の保護・育成に貢献できることを目的にした、「樹木・環境ネットワーク協会」が行っている環境資格検定制度のことであり、また、その資格検定試験に合格し、当団体が認定した資格を所有している人のことをいう。

## グリーンセイバー資格検定制度
グリーンセイバーとは、「樹木・環境ネットワーク協会」が主催している環境資格検定制度のことで、自然環境や生態系に関する様々な知識を身に付け、自然環境や生態系の保護を行い、そして、そのような緑化・自然保護活動の場で、自然と調和した社会づくりに貢献出来る人を育てることを目的とした環境資格検定制度のことである。
資格試験内容としては、主に、自然環境（植物）、生態系（野生生物との関係）、自然史に関する基礎知識を身につけた人材を養成するものであり、試験は、基礎を中心とした「ベーシック」、基礎をさらに応用した「アドバンス」、そして、指導者レベルの「マスター」の3つのステップによって構成され、毎年6月頃に、「ベーシック」と「アドバンス」の検定試験を行い、12月頃に「マスター」の検定試験を実施している。